# Cortinarius lamproxanthus
Cortinarius lamproxanthus är en svampart som beskrevs av Soop 2005. Cortinarius lamproxanthus ingår i släktet Cortinarius och familjen spindlingar.   Inga underarter finns listade i Catalogue of Life.